# Туль-Ґілян
Туль-Ґілян (перс. طول گيلان) — село в Ірані, у дегестані Кухестані-є-Талеш, в Центральному бахші, шагрестані Талеш остану Ґілян. У переписі 2006 року вказане як окремий населений пункт, але без відомостей про чисельність населення.

## Клімат
Середня річна температура становить 13,92°C, середня максимальна – 27,01°C, а середня мінімальна – -0,73°C. Середня річна кількість опадів – 763 мм.
| Клімат поселення                              | Клімат поселення | Клімат поселення | Клімат поселення | Клімат поселення | Клімат поселення | Клімат поселення | Клімат поселення | Клімат поселення | Клімат поселення | Клімат поселення | Клімат поселення | Клімат поселення | Клімат поселення |
| Показник                                      | Січ.             | Лют.             | Бер.             | Квіт.            | Трав.            | Черв.            | Лип.             | Серп.            | Вер.             | Жовт.            | Лист.            | Груд.            |                  |
| Середній максимум, °C                         | 9,48             | 10,44            | 12,37            | 17,64            | 22,01            | 25,06            | 27,01            | 26,86            | 22,72            | 20,18            | 15,78            | 11,54            |                  |
| Середня температура, °C                       | 4,38             | 5,34             | 7,25             | 12,54            | 16,88            | 19,95            | 23,09            | 22,96            | 18,81            | 16,28            | 11,90            | 7,63             |                  |
| Середній мінімум, °C                          | −0,73            | 0,22             | 2,15             | 7,42             | 11,78            | 14,83            | 19,21            | 19,05            | 14,92            | 12,38            | 7,99             | 3,72             |                  |
| Норма опадів, мм                              | 69               | 62               | 67               | 55               | 42               | 26               | 11               | 33               | 82               | 125              | 92               | 99               |                  |
| Середньомісячна швидкість вітру, м/с          | 2.30             | 2.40             | 2.40             | 2.35             | 2.31             | 2.48             | 2.60             | 2.47             | 2.16             | 2.06             | 2.02             | 2.08             |                  |
| Середньомісячна сонячна радіація, кДж/м²·день | 6811             | 9072             | 11265            | 15796            | 19919            | 22631            | 23711            | 20058            | 16300            | 11033            | 8360             | 6394             |                  |
| --------------------------------------------- | ---------------- | ---------------- | ---------------- | ---------------- | ---------------- | ---------------- | ---------------- | ---------------- | ---------------- | ---------------- | ---------------- | ---------------- | ---------------- |
| Джерело:                                      |                  |                  |                  |                  |                  |                  |                  |                  |                  |                  |                  |                  |                  |